# モンゴル語版ウィキペディア
モンゴル語版ウィキペディア（モンゴルごばんウィキペディア、Монгол хэлний Википедиа、ᠮᠤᠨᠭᠭᠤᠯ
ᠬᠡᠯᠡᠨ ᠦ
ᠸᠢᠺᠢᠫᠧᠳᠢᠶ᠎ᠠ、mongGul kelen-u wikipediy_a）は、モンゴル語で編集されているウィキペディアである。

## 概要
現在「モンゴル語」と呼ばれる言語には、いわゆる新モンゴル文字(キリル文字)によって表記されるものと、伝統的なモンゴル文字によって表記されるものの二種類がある。前者は主としてモンゴル国で、後者は主として中国内モンゴル自治区で使用される。
新モンゴル文字によるモンゴル語版ウィキペディアは、2004年2月に開設された。2012年6月25日の時点での純記事数は7,609。この記事数は全言語版の中では123位であるが、管理者数8人、登録者数17,820人というのは同程度の言語版からみると高い数字であり、登録者数に関しては1,000記事以上1万記事未満の記事を有する言語版の中でも5位である（2012年6月25日現在）。
伝統的なモンゴル文字によるモンゴル語版ウィキペディアは、2008年9月からウィキメディア・インキュベーターにて試験運用中である。縦書きで、左から右へ行が進む文字であるため表記には技術上若干の困難があり、モンゴル文字を横書きにして記載したりラテン文字による代替表記を用いるなどして2012年6月25日現在メインページを含み6項目の記事がある。

## インターネット事情など
モンゴル国内でのインターネット利用者は統計資料によると現在20万人程度。モンゴル国は発展途上国であり、個人がパソコンを購入するケースは多くはないが、首都ウランバートルでは至る所にインターネットカフェがあり、使用料は日本円にして1時間30円から50円ほど。大衆食堂（モンゴル語でゴアンズという）の昼食代ほどの値段であり、大学生などの若者を中心に利用が拡大している。
新モンゴル文字によるモンゴル語版ウィキペディアでは熱心なウィキペディアンが活動しており、他サイトのコピーなど著作権侵害の記事が作成されるとすぐに警告、削除される。記事数は2007年秋頃から毎月100程度新たに書かれるようになり、また、登録者数も多いことなどから今後発展の可能性は十分ある。
内モンゴルでもインターネット使用者は多いが、上述の通りコンピューター上のモンゴル文字処理には技術的な困難もあり、ウェブ上の書き言葉としては中国語が用いられるのが一般的である。モンゴル文字によるウェブサイトや個人の書き込みは存在するが、情報検索として用いられることは極めて少ないものと目される。